# Copitarsia consueta
Copitarsia consueta är en fjärilsart som beskrevs av Walker 1857. Copitarsia consueta ingår i släktet Copitarsia och familjen nattflyn. Inga underarter finns listade i Catalogue of Life.